# Белоконь, Александр Владимирович
Белоконь Александр Владимирович (5 декабря 1941 — 28 декабря 2013, Ростов-на-Дону) — советский и российский ученый в областях механики деформируемого твердого тела, математического моделирования и геоэкологии, доктор физико-математических наук (1987), декан механико-математического факультета Ростовского госуниверситета Архивная копия от 14 мая 2018 на Wayback Machine (1981—1988). Ректор РГУ (1988—2006), президент ЮФУ (2008—2012).

## Биография
А. В. Белоконь родился 5 декабря 1941 года в селе Журавинка Ряжского района Рязанской области, на родине мамы — Ольги Федоровны. Уже 5 месяцев шла война, жизнь родителей — студентов Московского рыбвтуза — кардинально изменилась: отец, Владимир Семенович, с первых дней ушёл на фронт, а мама рыла под Москвой окопы и лишь в конце осени поехала домой рожать ребёнка.
После войны родители Александра Владимировича закончили учёбу в вузе, в Москве у Саши родился брат Андрей, и отца направили в Тобольск. Именно с Тобольском связаны самые теплые воспоминания о детстве. После Тобольска судьба забросили их прибавившуюся семью (в Тобольске родилась сестра Ольга) в Клайпеду, а затем, в 1953 году, они приехали в Ростов-на-Дону.
После окончания школы в 1959 году, посоветовавшись с отцом, Саша решил поступать в Ростовский госуниверситет на физико-математический факультет, выбрав специальность «механика». Годы учёбы А. В. Белоконя совпали со становлением в РГУ послевоенной отечественной школы математики и механики. Среди преподавателей факультета, оказавших существенное влияние на это поколение выпускников, особо следует отметить будущих академиков РАН И. И. Воровича и Н. Н. Моисеева, профессоров К. К. Мокрищева, М. Г. Хапланова, С. Я. Альпера и Л. А. Толоконникова.
Время начала научной деятельности А. В. Белоконя — это время создания И. И. Воровичем знаменитых ныне кафедры теории упругости Архивная копия от 15 мая 2018 на Wayback Machine и Научно-исследовательского института механики и прикладной математики (НИИ МиПМ РГУ), где активно занимались научной и учебной работой ныне известные механики — теперь доктора наук, профессора Ю. А. Устинов, В. М. Александров, В. А. Бабешко, Л. М. Зубов, И. Г. Кадомцев, В. Г. Громов, Э. Н. Потетюнко, В. И. Юдович, Л. С. Срубщик, А. С. Юдин и многие другие.
В 1964 году Александр Белоконь поступил в аспирантуру кафедры теории упругости, возглавляемую И. И. Воровичем. Александр Белоконь стал заниматься вопросами асимптотического решения интегральных уравнений, возникающих при расчетах тел цилиндрической формы. Работал увлеченно, много, но в ноябре 1965 года его, как и многих других аспирантов, призвали в армию. После демобилизации Белоконь вернулся на кафедру, продолжил обучение в аспирантуре, с 1968 года стал ассистентом кафедры теории упругости, успешно защитил кандидатскую диссертацию в 1969 году.
Активную научную и преподавательскую работу А. В. Белоконь всегда успешно сочетал с научно-организационной деятельностью. В самом начале работы в университете А. В. Белоконь был ученым секретарем НИИ МиПМ, секретарем партбюро мехмата, в 1981-1988гг — деканом механико-математического факультета. Александр Владимирович был избран деканом в 40 лет и взял на себя руководство факультетом в непростое для мехмата время. По успеваемости мехмат уверенно занимал последнее место в РГУ, на ректорате факультет постоянно был объектом критики. Со всей ответственностью и обстоятельностью молодой декан взялся за новое и трудное для себя дело и за первые пять лет деканства смог сделать факультет одним из лучших в университете.
Пребывание А. В. Белоконя на посту декана механико-математического факультета завершилось досрочно в связи с избранием в 1988 году ректором РГУ. Годы руководства Ростовским государственным университетом совпали для А. В. Белоконя с трудным переходным периодом, во время которого в нашей стране наука и высшая школа переживала далеко не лучшие времена. Тем не менее все это время Ростовский государственный университет оставался ведущим российским вузом, достаточно успешно рос и развивался. За первую ректорскую пятилетку в РГУ появился новый научно-исследовательский институт — НИИ геохимии биосферы, новый факультет — психологии, 10 новых кафедр, в их числе кафедры генетики, романо-германской филологии, квантовой радиофизики, экономики и предпринимательства. Расширилась подготовка специалистов — было открыто семь новых специальностей и 17 новых специализаций. Ученые университета стали активнее участвовать в конкурсах на получение грантов. В 1992-1993гг РГУ на конкурсе грантов в области фундаментального естествознания Госкомвуза России занял третье место, уступив только Московскому и Санкт-Петербургскому университетам. Под руководством и при непосредственном активном участии А. В. Белоконя в РГУ было открыто ещё два новых факультета (социологии и политологии, высоких технологий), отделение регионоведения; создано несколько филиалов университета; Институт права и управления и Институт экономики и внещнеэкономических связей. В 1999 году был создан НИИ проблем углеводородного сырья, а в 2000 году — институт геоэкологии и прогнозирования чрезвычайных ситуаций. Осуществлен переход к многоуровневой образовательной системе «бакалавр-магистр». Упрочилось место РГУ и в мировой научной и образовательной системе. Университет стал сотрудничать с почти 50 зарубежными вузами и организациями, представляющими более 20 стран мира.
Под руководством Александра Владимировича на кафедре математического моделирования создан современный конечно-элементный программный комплекс ACELAN, предназначенный для решения задач механики деформируемого твердого тела с усложненными физико-механическими свойствами. С 2002 года Белоконь являлся директором НИИ МиПМ им. И. И. Воровича РГУ.
5 сентября 2005 года на встрече с членами Правительства, руководством Федерального Собрания и членами президиума Государственного совета президент Российской Федерации В. В. Путин указал на необходимость создания механизмов, способных кардинально поднять качество отечественного образования и в этом контексте предложил «решить вопрос о создании в 2006—2007 годах на базе уже действующих вузов и академических центров новых университетов в Южном и Сибирском федеральном округе». В конце того же года полномочный представитель президента в округе Д. Козак в приветствии коллективу вуза на торжественном собрании в связи с 90-летием сообщил о предложении образовать один из федеральных университетов на базе РГУ. Ученый совет РГУ осенью 2006 года принял обращение к Министру образования с просьбой назначить ректором Федерального университета ректора РГУ. Однако решено было по-другому и А. В. Белоконь был назначен президентом нового вуза.

## Образование и профессиональная деятельность
- Окончание обучение в школе в 1959 году.
- Окончание механико-математического факультета Архивная копия от 14 мая 2018 на Wayback Machine РГУ (ныне — ЮФУ) в 1964 году по специальности «механика».
- Обучение в аспирантуре с 1964 по 1969 год под руководством И. И. Воровича.
- С 1968 года ассистент кафедры теории упругости Архивная копия от 15 мая 2018 на Wayback Machine РГУ.
- Защита кандидатской диссертации по теме «Асимптотические методы решения контактных задач теории упругости для областей с цилиндрическими границами» в 1969 году.
- Декан механико-математического факультета РГУ с 1981 по 1988 год.
- Защита докторской диссертации в 1987 году по теме «Колебания и волны в полуограниченных телах».
- Ректор РГУ (ныне — ЮФУ) с 1988 по 2006 год.
- Заведующий кафедрой математического моделирования Архивная копия от 15 мая 2018 на Wayback Machine с 1988 по 2013 год.
- С 2002 года являлся директором НИИ МиПМ им. И. И. Воровича РГУ.
- Президент ЮФУ с 2008 по 2012 год.

## Научная деятельность
Работы А. В. Белоконя в области механики выделяются широким использованием сложного математического аппарата, особенно методов функционального анализа, глубоким проникновением с существо механических проблем и применением современных численных методов. Хорошо известны исследования А. В. Белоконя в области контактных задач теории упругости. Им предложены оригинальные формы граничных интегральных уравнений задач для упругих тел ограниченных размеров обобщенной цилиндрической формы, разработаны эффективные численные алгоритмы их решения, включая новый метод асимптотического решения бесконечных СЛАУ.
А. В. Белоконем существенно развита теория распространения упругих волн в анизотропных неоднородных по сечению волноводах типа слоя. Он впервые начал всесторонне изучать динамические задачи для полуограниченных упругих сред с гармоническими, подвижными и с движущимися гармонтческими источниками волн во взаимосвязи. Для этих задач им был сформулирован общий принцип соответствия, развита методика анализа дисперсионных соотношений, выявлена связь различных принципов выделения единственных решений, установлены новые энергетические соотношения, изучены вопросы единственности и разрешимости задач с подвижными источниками в энергетических классах.
Методы исследования задач с подвижными источниками волн им были распространины на контакные задачи с подвижными штампами и на задачи для вязко упругих волноводов. Для последних А. В. Белоконем были сформулированы специальные принципы соответствия между решениями упругих и вязкоупругих задач с подвижными и осциллирующими источниками волн. Существенные значения имели также работы Александра Владимировича по исследованию трехмерных динамических задач для упругого слоя.
В последние годы А. В. Белоконь занимался вопросами распространения упругих волн в полуограниченных анизотропных упругих средах и им были получены интересные результаты, касающиеся применения методов контурного интегрирования в задачах для полуплоскости и полупространства.

### Основные направления работ
- Контактные задачи теории упругости[7] (статические и динамические)
- Задачи вязкоупругости[7]
- Динамические задачи теории упругости для ограниченных, полуограниченных и неограниченных областей
- Задачи теории упругости при движущихся штампах и при движущихся осциллирующих нагрузках
- Задачи электроупругости (математические исследования, динамические задачи и др.)
- Конечно-элементный вычислительный комплекс ACELAN[5] для расчета пьезоэлектрических материалов и устройств
- Инженерно-технические задачи (подшипники с полимерным покрытием, тензометрические датчики давления, пьезоэлектрические устройства акустических систем диагностики и пр.

## Награды
- 1986 — орден «Знак Почёта»[2][8].
- 1993 — медаль в честь 80-летия со дня рождения И. А. Пилюгина.
- 2001 — орден Дружбы[8], медаль им. К. Э. Циолковского Федерации космонавтики, медаль им. И. Д. Ушинского.
- 2006 — орден «За заслуги перед Отечеством» IV степени[2][9].
- Нагрудный знак «За отличные успехи в работе» Министерства высшего и среднего специального образования РФ.
- Медаль Федерации космонавтики СССР в честь первого в мире искусственного спутника Земли.

## Публикации

### Монографии
- Айзикович С. М., Александров В. М., Белоконь А. В., Кренев Л. И., Трубчик И.С. Контактные задачи теории упругости для неоднородных сред. Москва: Физматлит, 2006. 240 с.
- Белоконь А. В., Скалиух А.С. Математическое моделирование необратимых процессов поляризации Архивная копия от 14 мая 2018 на Wayback Machine. Москва: Физматлит, 2010. 328 с

### Контактные задачи
- Александров В. М., Бабешко В. А., Белоконь А. В., Ворович И. И., Устинов Ю. А. Контактная задача для кольцевого слоя малой толщины // Инженерный журнал. Механика твердого тела. 1966. № 1. С. 135—139.
- Александров В. М., Белоконь А.В. Асимптотическое решение одного класса интегральных уравнений и его применение к контактным задачам для цилиндрических упругих тел // Прикладная математика и механика. Архивная копия от 1 июня 2018 на Wayback Machine 1967. Т. 31. С. 704—710.
- Александров В. М., Белоконь А.В. Асимптотическое решение одного класса интегральных уравнений, встречающихся при изучении смешанных задач математической физики для областей с цилиндрическими поверхностями // Прикладная математика и механика Архивная копия от 1 июня 2018 на Wayback Machine. 1968. Т. 32. С. 401—413.
- Белоконь А.В. Контактная задача о взаимодействии упругого диска с двумя различными жесткими штампами // Прикладная математика и механика. Архивная копия от 1 июня 2018 на Wayback Machine 1969. Т. 33. С. 136—142.
- Белоконь А. В., Ворович И.И. Контактные задачи линейной теории вязкоупругости без учёта сил трения и сцепления // Известия Российской академии наук. Механика твердого тела Архивная копия от 14 мая 2018 на Wayback Machine. 1973. № 6. С. 63-73.
- Белоконь А. В. Об одном методе решения задач теории упругости для тел конечных размеров // Доклады Академии наук. 1977. Т. 233. № 1. С. 56-59.
- Белоконь А.В. К теории динамических контактных задач для упругих тел ограниченных размеров // Известия Российской академии наук. Механика твердого тела. Архивная копия от 14 мая 2018 на Wayback Machine 1992. № 2. С. 77-84.

### Подвижные воздействия
- Белоконь А.В. К теории динамических задач с подвижными возмущениями для неоднородной упругой полосы // Доклады Академии наук. 1981. Т. 261. № 5. С. 1079—1082.
- Белоконь А.В. Колебания упругой неоднородной полосы, вызванные движущимися нагрузками // Прикладная математика и механика Архивная копия от 1 июня 2018 на Wayback Machine. 1982. Т. 46. № 2. С. 296—302.
- Белоконь А.В., Наседкин А.В. Распространение волн в изотропной жестко защемленной упругой полосе от движущихся осциллирующих нагрузок // Прикладная механика. 1986. Т. 22, № 9. С. 90-97.
- Белоконь А. В., Наседкин А. В. Волны в неоднородном по толщине изотропном слое, вызванные движущимися нагрузками // Прикладная математика и механика Архивная копия от 1 июня 2018 на Wayback Machine. 1987. Т. 51. № 2. С. 305.
- Белоконь А. В., Ворович И.И. О некоторых закономерностях образования волновых полей в анизотропном слое при пульсирующей движущейся нагрузке // Мех. и научн.-техн. прогресс. Т. 3. М., 1988. С. 215—222.
- Белоконь А. В., Наседкин А.В. Энергетика волн, генерируемых подвижными источниками Архивная копия от 31 декабря 2019 на Wayback Machine // Акустический журнал. 1993. Т.39, Вып.3. С.421-427.
- Белоконь А. В., Наседкин А.В. Взаимодействие движущихся штампов с упругими и вязкоупругими телами // Механика контактных взаимодействий. М.: Физматлит, 2001. С.331-348.

### Электроупругость
- Белоконь А. В., Вовк Л.П. Об установившихся колебаниях электроупругой пластины переменной толщины // Прикладная механика. 1982. Т. 18. № 5. С. 93-97.
- Белоконь А. В., Ворович И.И. Начально-краевые задачи динамической теории электроупругости // Известия высших учебных заведений. Северо-Кавказский регион. Естественные науки. Архивная копия от 15 мая 2018 на Wayback Machine 1982. № 2. С. 29-32.
- Белоконь А. В., Наседкин А. В. О некоторых свойствах собственных частот электроупругих тел ограниченных размеров // Прикладная математика и механика. Архивная копия от 1 июня 2018 на Wayback Machine 1996. Т. 60. № 1. С. 151—159.
- Белоконь А. В., Бондарев П.М. Эффективные физико-механические характеристики 1-3 пьезокомпозита для низкочастотных прикладных проблем Архивная копия от 3 августа 2020 на Wayback Machine // Механика композиционных материалов и конструкций. 2002. Т. 8. № 3. С. 291—308.
- Белоконь А. В., Скалиух А.С. Об определяющих соотношениях в трехмерных моделях поляризации // Вестник Пермского национального исследовательского политехнического университета. Механика, № 16, 2008, с. 10 −16.
- Белоконь А. В., Скалиух А.С. Моделирование определяющих соотношений в поликристаллических сегнетоэластиках // Известия высших учебных заведений. Северо — Кавказский регион. Естественные науки. Архивная копия от 15 мая 2018 на Wayback Machine 2009. Спецвыпуск. Актуальные проблемы механики. С. 27-33.

### ACELAN
- Белоконь А. В., Надолин К. А., Наседкин А. В., Скалиух А. С., Соловьев А. Н. Блочные схемы метода конечных элементов для динамических задач акустоэлектроупругости // Прикладная математика и механика. 2000. Т. 64. № 3. С. 381—393.
- Акопов О. Н., Белоконь А. В., Надолин К. А., Наседкин А. В., Скалиух А. С., Соловьев А.Н. Симметричные седловые алгоритмы конечно-элементного анализа составных пьезоэлектрических устройств Архивная копия от 15 мая 2018 на Wayback Machine // Математическое моделирование. 2001. Т. 13. № 2. С. 51-60.
- Белоконь А. В., Наседкин А. В., Соловьев А.Н. Новые схемы конечно-элементного динамического анализа пьезоэлектрических устройств // Прикладная математика и механика. 2002. Т. 66. № 3. С. 491—501.
- Белоконь А.В. О моделировании пьезоэлектрических устройств в конечно-элементном пакете ACELAN // Вестник Нижегородского университета им. Н. И. Лобачевского. 2011. № 4. Часть 5.